# Kontakte (Raumschiff Enterprise – Das nächste Jahrhundert)
Kontakte (Originaltitel: Attached) ist die achte Folge der siebenten Staffel der US-amerikanischen Science-Fiction-Fernsehserie Raumschiff Enterprise – Das nächste Jahrhundert. Sie wurde in den Vereinigten Staaten über Syndication vermarktet und erstmals am 8. November 1993 auf verschiedenen Fernsehsendern ausgestrahlt. In Deutschland war sie zum ersten Mal am 13. Juni 1994 in einer synchronisierten Fassung auf Sat.1 zu sehen.

## Handlung
Im Jahr 2370 bei Sternzeit 47304.2 fliegt die Enterprise zum Planeten Kesprytt III, der von den beiden Völkern der Kes und der Prytt bewohnt wird. Die Kes streben eine assoziierte Mitgliedschaft in der Föderation an, die Prytt hingegen sind extrem fremdenfeindlich und isolationistisch. Beim Frühstück mit Schiffsärztin Beverly Crusher denkt Picard über den außergewöhnlichen Antrag nach. Nur einen halben Planeten aufzunehmen, bereitet ihm Sorgen, denn bislang sind alle Planeten als vereinigte Welten der Föderation beigetreten. Schließlich machen sich die beiden bereit, um sich mit dem Kes-Botschafter Mauric zu treffen. Als sie jedoch auf die Planetenoberfläche beamen, kommen sie nicht am vereinbarten Treffpunkt an.
Picard und Crusher verlieren das Bewusstsein und als sie wieder zu sich kommen, finden sie sich in einer Zelle wieder. Außerdem wurde ihnen irgendein Gerät im Nacken implantiert. Einige Wachen betreten die Zelle und sie erfahren, dass sie sich im Territorium der Prytt befinden und man ihnen vorwirft, sich mit den Kes gegen die Prytt verschworen zu haben. Picard beteuert seine friedlichen Absichten, doch die Wachen sind zuversichtlich, dass die Implantate schon bald die Vorwürfe bestätigen werden. Nach einer Weile bringt ihnen jemand ein Tablett, doch statt Essen finden sie unter der Abdeckung einen Tricorder, der Crusher abgenommen wurde. Ihm wurde ein Code zum Öffnen des Zellenschlosses einprogrammiert, ebenso eine Karte, die einen Fluchtweg anzeigt. Picard und Crusher nutzen diese unerwartete Chance und verlassen das Gefängnis.
Auf der Enterprise findet der zweite Offizier Data heraus, dass der Transporterstrahl ins Gebiet der Prytt umgeleitet wurde, kann aber den genauen Ort nicht feststellen. Der erste Offizier Riker nimmt Kontakt mit Mauric auf und bittet um ein Treffen. Er kommt sofort an Bord und bietet die Unterstützung seiner Regierung an. Er möchte eine gewaltsame Geiselbefreiung durchführen, doch Riker will es erst auf diplomatischem Weg versuchen. Darauf muss Mauric gestehen, dass es schon seit 100 Jahren keine direkten diplomatischen Kontakte mehr zu den Prytt gibt. Riker will nun einen eigenen Weg suchen, um mit den Prytt Kontakt aufzunehmen. Mauric will hingegen seinen Plan weiter ausarbeiten, falls Riker keinen Erfolg haben sollte. Er bleibt vorläufig auf der Enterprise und richtet dort eine neue Kommunikationsbasis ein, da das Kommunikationssystem der Kes offenbar angezapft wurde. Riker kontaktiert die Regierung der Prytt, doch Sicherheitsministerin Lorin verlangt, dass er sofort jegliche Kommunikationsversuche beendet. Mauric hat inzwischen in Erfahrung gebracht, dass Picard und Crusher von einem Kes-Agenten befreit und mit einer Karte ausgestattet wurden. Nach viel Geheimniskrämerei erzählt er Riker Einzelheiten: Die Karte soll sie in ein Dorf in der Nähe der Grenze führen. Dort sollen sie Kontaktleute treffen, die sie über die Grenze bringen.
Die Karte führt Crusher und Picard zunächst durch ein Höhlensystem. Während ihrer Wanderung bemerken sie auf einmal, dass sie die Gedanken des jeweils anderen hören können. Zunächst geschieht dies nur sporadisch, doch dann immer öfter. Diese unerwartete Fähigkeit, die sie ihren Implantaten zuschreiben, wird ihnen schnell unangenehm. Sie wollen testen, ob sie verschwindet, wenn sie sich voneinander entfernen, doch sie müssen feststellen, dass dieser Versuch zu Schmerzen und Schwindelgefühl führt. Sie müssen daher nahe beieinander bleiben.
Mauric wird ungeduldig, da Picard und Crusher die Kontaktleute noch nicht erreicht haben. Er hegt daher den Verdacht, dass sie heimlich mit den Prytt konspirieren. Riker weist das als lächerlich zurück und Mauric plant, die Enterprise zu verlassen.
Picard und Crusher haben inzwischen offenes Gelände erreicht. Sie suchen etwas zu essen und zünden ein Lagerfeuer für die Nacht an. Unbeabsichtigt muss Picard an ihre gemeinsamen Frühstücke denken und Crusher erfährt, dass sie ihm allmählich lästig werden, weil Crusher sie immer viel zu aufwändig gestaltet. Sie einigen sich darauf, dass es in Zukunft nur noch Kaffee und Croissants geben soll. Durch das Lagerfeuer muss Crusher an einen Campingausflug mit ihrem Sohn Wesley und ihrem vor vielen Jahren verstorbenen Ehemann Jack denken. Als sie davon redet, spürt sie deutlich ein Gefühl des Bedauerns von Picard. Ihr wird plötzlich klar, dass Picard romantische Gefühle für sie hat, ihr dies aber nie gestanden hat. Picard gesteht, dass er unsicher war, wie er mit diesen Gefühlen umgehen sollte, denn Jack Crusher war sein bester Freund. Er fühlte sich schuldig, dessen Frau zu lieben, auch nachdem Jack gestorben war. Darum wollte er zunächst verhindern, dass sie als Ärztin auf der Enterprise dient. Inzwischen glaubt er allerdings, dass sich seine Gefühle zu einer reinen Freundschaft gewandelt haben.
Da die Prytt weiterhin jede Kommunikation verweigern, greift Riker zu drastischeren Maßnahmen. Er lässt Lorin gegen ihren Willen in die Beobachtungslounge der Enterprise beamen und erzwingt damit ein Treffen zwischen ihr und Mauric. Die beiden machen sich aber nur gegenseitig Vorwürfe. Schließlich reicht es Riker und er verkündet, dass er dem Föderationsrat empfehlen wird, die Mitgliedschaft der Kes abzulehnen. Lorin droht er, dass die Sternenflotte ihr Volk so lange nicht in Ruhe lassen wird, bis Picard und Crusher sicher auf die Enterprise zurückgekehrt sind. Er droht mit weiteren Raumschiffen und sogar Außenteams auf der Oberfläche.
Picard und Crusher haben die Grenze inzwischen fast erreicht, werden aber von einigen Prytt-Soldaten entdeckt. Die Grenze wird von einem Kraftfeld geschützt, das Crusher mit ihrem Tricorder kurz abstellen kann. Picard gelingt es, auf die andere Seite zu fliehen, doch Crusher wird festgenommen und das Kraftfeld wieder aktiviert. Rikers Drohungen zeigen allerdings Wirkung und auf Lorins Befehl geben die Soldaten ihren genauen Standort preis, wodurch Crusher und Picard endlich auf die Enterprise gebeamt werden können. Nachdem ihre Implantate entfernt wurden, treffen sie sich zu einem gemeinsamen Abendessen. Picard meint, da sie jetzt ihre Gefühle füreinander kennen, sollten sie sich vielleicht trauen, sie zu erforschen. Crusher ist zurückhaltender und erwidert, dass sie sich vielleicht davor fürchten sollten. Die beiden verabschieden sich mit einem Kuss und bleiben zunächst weiter Freunde.

## Besonderheiten

### Verbindungen zu anderen Star-Trek-Produktionen
Bereits in der ersten Staffel von Raumschiff Enterprise – Das nächste Jahrhundert aus den Jahren 1987/88 war angedeutet worden, dass Picard und Crusher Gefühle füreinander haben. Die Idee, dass die beiden eine Beziehung eingehen sollten, wurde damals aber fallengelassen. Das Thema wurde erst in Kontakte wieder aufgegriffen. In der finalen Doppelfolge Gestern, heute, morgen von 1994 wird gezeigt, dass Picard und Crusher in einer alternativen Zukunft zunächst verheiratet, im Jahr 2395 aber wieder geschieden sind. In der dritten Staffel der Serie Star Trek: Picard aus dem Jahr 2023 wird gezeigt, dass sie auch in der tatsächlich eingetretenen Zukunft um das Jahr 2380 eine kurze Beziehung haben, aus der der gemeinsame Sohn Jack Crusher hervorgeht. Beverly Crusher verlässt Picard jedoch und hält ihre Schwangerschaft geheim, da sie befürchtet, Picard könne Jack in Gefahr bringen. Sie treffen sich erst im Jahr 2401 wieder.

### Sonstiges
In Deutschland wurde Kontakte bei der Erstausstrahlung außerhalb der Reihenfolge bereits vor den anderen Folgen der siebenten Staffel gezeigt. Die Ausstrahlung erfolgte am 13. Juni 1994 und damit zwischen den Folgen 6.25 (Gefangen in einem temporären Fragment) und 6.26 (Angriff der Borg, Teil I).

## Produktion

### Drehbuch
Nicholas Sagan ist der Sohn des Astronomen und Schriftstellers Carl Sagan. Kontakte war seine erste Drehbucharbeit für das Star-Trek-Franchise. Er schrieb später noch das Drehbuch für Folge 7.22 (Boks Vergeltung) von Raumschiff Enterprise – Das nächste Jahrhundert. Bei der Serie Star Trek: Raumschiff Voyager war er an 25 Drehbüchern beteiligt, bei fünf als Autor, bei den restlichen als Story Editor.

### Darsteller
Die Hauptfigur Geordi La Forge (LeVar Burton) hat in dieser Folge keinen Auftritt.

### Drehorte
Als Drehort für die Außenaufnahmen auf Kesprytt III diente der Bronson Canyon in Hollywood.

### Kostüme
Picard trägt in dieser Folge zum letzten Mal seine Uniformjacke.

## Rezeption
Keith DeCandido bewertete Kontakte 2013 auf tor.com als eine leicht überdurchschnittliche Folge von Raumschiff Enterprise – Das nächste Jahrhundert. Sowohl die Haupthandlung um Picard und Crusher als auch Rikers Umgang mit den Kes und den Prytt fand er großartig inszeniert. Ihn störte allerdings das Ende. Dass zwischen Picard und Crusher eine gegenseitige Anziehung besteht, war für ihn über die gesamte Serie hinweg deutlich spürbar, und dass die Gelegenheit, die beiden endlich eine Beziehung eingehen zu lassen, letztlich doch wieder fallengelassen wurde, fand DeCandido sehr enttäuschend.
Alexandra August führte die Romanze zwischen Picard und Crusher 2017 auf cbr.com in einer Liste der 15 besten Star-Trek-Liebesbeziehungen auf Platz 1.